# Ignavusaurus rachelis
Ignavusaurus rachelis es la única especie de dinosaurio saurisquio sauropodomorfo conocida del género extinto Ignavusaurus  que vivió durante principios del Jurásico, hace aproximadamente 197 millones de años durante el Hettangiense, en lo que hoy es  África. Sus fósiles se encontraron en la Formación Elliot, en Lesoto. Se describió sobre la base de un esqueleto articulado parcial y bien conservado. La especie tipo , I. rachelis, fue descrita en 2010 por el paleontólogo español F. Knoll.

## Descripción
Se basa en el holotipo, que es un esqueleto parcial pero bien conservado y articulado. Medía aproximadamente 1,5 metros de longitud y pesaba alrededor de 25,5 kilogramos. Un análisis  histológico del húmero y del fémur indica que se trataba de un individuo en período de crecimiento, quizá de menos de un año. Al igual que otros sauropodomorfos tempranos, Ignavusaurus tenía un cuello y una cola largos y delgados. En general, se parecía a Massospondylus y Melanorosaurus, otros dos sauropodomorfos del sur de África, aunque la forma y la posición de los dientes, entre otros factores, llevaron a Knoll a concluir que los restos pertenecen a un género previamente desconocido.

## Descubrimiento e investigación
El holotipo fue descubierto en el sur de Lesoto, cerca de Ha Ralekoala. Los fósiles se descubrieron en un estado mayormente articulado, aunque el cráneo estaba muy dañado y se rompió en más de 120 fragmentos. Una disertación de doctorado no publicada de 2002 se refirió a los restos, pero no se describieron formalmente durante varios años, y el hallazgo permaneció sin publicar.
En 2010, los fósiles fueron descritos por F. Knoll del Museo Nacional de Ciencias Naturales de Madrid como un nuevo taxón, Ignavusaurus rachelis. Los fósiles fueron llevados al Museo Nacional de Historia Natural en París, donde fueron catalogados provisionalmente como BM HR 20, el plan era devolver los fósiles a Lesoto en la apertura del Museo Nacional de Lesoto. El nombre genérico Ignavusaurus se deriva de la palabra latina ignavus, "cobarde", y sauros del griego antiguo, "lagarto". Se refiere a la localidad tipo, Ha Ralekoala, que literalmente significa "El lugar del padre del cobarde". El nombre específico de la especie tipo, rachelis, honra a la paleontóloga española Raquel López-Antoñanzas.

## Clasificación
Ignavusaurus es un sauropodomorfo basal, un miembro de los dinosaurios herbívoros saurisquios de cuello largo. Aunque originalmente se recuperó como más primitivo que Plateosauria por Knoll en 2010, Yates et al. en 2011 notaron que algunos caracteres utilizados para colocar Ignavusaurus fuera de Massopoda reflejan el estado juvenil y en su lugar son más similares a un Massospondylus juvenil , considerando que Ignavusaurus probablemente sea sinónimo de Massospondylus. Mientras tanto, un análisis cladístico presentado por Apaldetti et al. en 2011 encontró a Ignavusaurus como un género válido que está más estrechamente relacionado con Sarahsaurus dentro de Massopoda, de alguna manera, acuerda con Yates et al. que Ignavusaurus no es tan primitivo como se pensó originalmente. Un análisis cladístico realizado por Chapelle y Choiniere en 2018 en su documento de actualización del conocimiento del cráneo de Massospondylus recuperó Ignavusaurus junto con Sarahsaurus en Massospondylidae.